# Klasyfikacja medalowa Światowych Wojskowych Igrzyskach Sportowych 1995
Klasyfikacja medalowa Światowych Wojskowych Igrzyskach Sportowych 1995 – zestawienie narodowych reprezentacji wojskowych zrzeszonych w CISM według liczby zdobytych przez sportowców-żołnierzy medali podczas 1. Światowych Wojskowych Igrzysk Sportowych, które odbyły się w dniach od 4 do 16 września 1995 w Rzymie we Włoszech.
Podczas światowych igrzysk wojskowych łączna liczba samych złotych medali wyniosła 179 we wszystkich dyscyplinach. Reprezentacje narodowe 46 państw zdobyły medale.

## Klasyfikacja
Poniższa tabela jest klasyfikacją medalową prowadzoną podczas igrzysk wojskowych w 1995 na podstawie Międzynarodowej Rady Sportu Wojskowego (fr. Conseil International du Sport Militaire – CISM). Ranking jest posortowany według złotych medali zdobytych przez poszczególne reprezentacje narodowe poszczególnych państw. Liczba srebrnych medali jest brana pod uwagę podczas klasyfikacji w drugiej kolejności, następnie brązowych. Jeżeli nadal poszczególne państwa mają ten sam wynik, klasyfikacja jest ustalana według listy alfabetycznej IOC. Z systemu tego korzystają zarówno Międzynarodowa Rada Sportu Wojskowego, organizator igrzysk wojskowych jak i MKOl. Najwięcej medali zdobyli reprezentanci Rosji łącznie 127 (w tym 62 złote, 28 srebrne oraz 37 brązowe). Polska z 17 medalami (4, 5, 8) została sklasyfikowana na 10 miejscu.

## Klasyfikacja medalowa
* Organizator zawodów został zaznaczony tym kolorem, Polskę oznaczono tekstem pogrubionym.
| Klasyfikacja medalowa (Rzym 1995) | Klasyfikacja medalowa (Rzym 1995) | Klasyfikacja medalowa (Rzym 1995) | Klasyfikacja medalowa (Rzym 1995) | Klasyfikacja medalowa (Rzym 1995) | Klasyfikacja medalowa (Rzym 1995) |
| --------------------------------- | --------------------------------- | --------------------------------- | --------------------------------- | --------------------------------- | --------------------------------- |
| Miejsce                           | Reprezentacja                     | Złoto                             | Srebro                            | Brąz                              | Razem                             |
|                                   |                                   |                                   |                                   |                                   |                                   |
| 1                                 | Rosja                             | 62                                | 28                                | 37                                | 127                               |
| 2                                 | Włochy *                          | 22                                | 16                                | 13                                | 51                                |
| 3                                 | Chiny                             | 11                                | 20                                | 15                                | 46                                |
| 4                                 | Francja                           | 9                                 | 13                                | 15                                | 37                                |
| 5                                 | Korea Północna                    | 9                                 | 8                                 | 5                                 | 22                                |
| 6                                 | Niemcy                            | 8                                 | 16                                | 22                                | 46                                |
| 7                                 | Ukraina                           | 7                                 | 14                                | 9                                 | 30                                |
| 8                                 | Francja                           | 9                                 | 5                                 | 10                                | 24                                |
| 9                                 | Turcja                            | 6                                 | 1                                 | 2                                 | 9                                 |
| 10                                | Polska                            | 4                                 | 5                                 | 8                                 | 17                                |
| 11                                | Rumunia                           | 4                                 | 5                                 | 6                                 | 15                                |
| 12                                | Kenia                             | 4                                 | 3                                 | 5                                 | 12                                |
| 13                                | Belgia                            | 3                                 | 3                                 | 3                                 | 9                                 |
| 14                                | Szwecja                           | 3                                 | 1                                 | 1                                 | 5                                 |
| 15                                | Iran                              | 2                                 | 5                                 | 3                                 | 10                                |
| 16                                | Austria                           | 2                                 | 0                                 | 0                                 | 2                                 |
| 17                                | Korea Południowa                  | 1                                 | 5                                 | 8                                 | 14                                |
| 18                                | Bułgaria                          | 2                                 | 2                                 | 1                                 | 5                                 |
| 19                                | Finlandia                         | 1                                 | 5                                 | 1                                 | 7                                 |
| 20                                | Jugosławia                        | 1                                 | 3                                 | 3                                 | 7                                 |
| 20                                | Maroko                            | 1                                 | 3                                 | 3                                 | 7                                 |
| 22                                | Arabia Saudyjska                  | 1                                 | 1                                 | 1                                 | 3                                 |
| 22                                | Holandia                          | 1                                 | 1                                 | 1                                 | 3                                 |
| 24                                | Azerbejdżan                       | 1                                 | 1                                 | 0                                 | 2                                 |
| 24                                | Czechy                            | 1                                 | 1                                 | 0                                 | 2                                 |
| 26                                | Kazachstan                        | 1                                 | 0                                 | 3                                 | 4                                 |
| 27                                | Azerbejdżan                       | 1                                 | 0                                 | 2                                 | 3                                 |
| 27                                | Węgry                             | 1                                 | 0                                 | 2                                 | 3                                 |
| 27                                | Syria                             | 1                                 | 0                                 | 2                                 | 3                                 |
| 27                                | Szwajcaria                        | 1                                 | 0                                 | 2                                 | 3                                 |
| 31                                | Gabon                             | 1                                 | 0                                 | 0                                 | 1                                 |
| 31                                | Kanada                            | 1                                 | 0                                 | 0                                 | 1                                 |
| 31                                | Zjednoczone Emiraty Arabskie      | 1                                 | 0                                 | 0                                 | 1                                 |
| 34                                | Białoruś                          | 0                                 | 4                                 | 8                                 | 12                                |
| 35                                | Tajlandia                         | 0                                 | 3                                 | 3                                 | 6                                 |
| 36                                | Brazylia                          | 0                                 | 1                                 | 2                                 | 3                                 |
| 37                                | Algieria                          | 0                                 | 1                                 | 0                                 | 1                                 |
| 37                                | Irlandia                          | 0                                 | 1                                 | 0                                 | 1                                 |
| 37                                | Mongolia                          | 0                                 | 1                                 | 0                                 | 1                                 |
| 40                                | Bułgaria                          | 0                                 | 0                                 | 4                                 | 4                                 |
| 41                                | Estonia                           | 0                                 | 0                                 | 2                                 | 2                                 |
| 41                                | Słowenia                          | 0                                 | 0                                 | 2                                 | 2                                 |
| 43                                | Chorwacja                         | 0                                 | 0                                 | 1                                 | 1                                 |
| 43                                | Dania                             | 0                                 | 0                                 | 1                                 | 1                                 |
| 43                                | Grecja                            | 0                                 | 0                                 | 1                                 | 1                                 |
| 43                                | Portugalia                        | 0                                 | 0                                 | 1                                 | 1                                 |
| Ogółem (46 państw)                | Ogółem (46 państw)                | 179                               | 177                               | 206                               | 562                               |